# Xgl

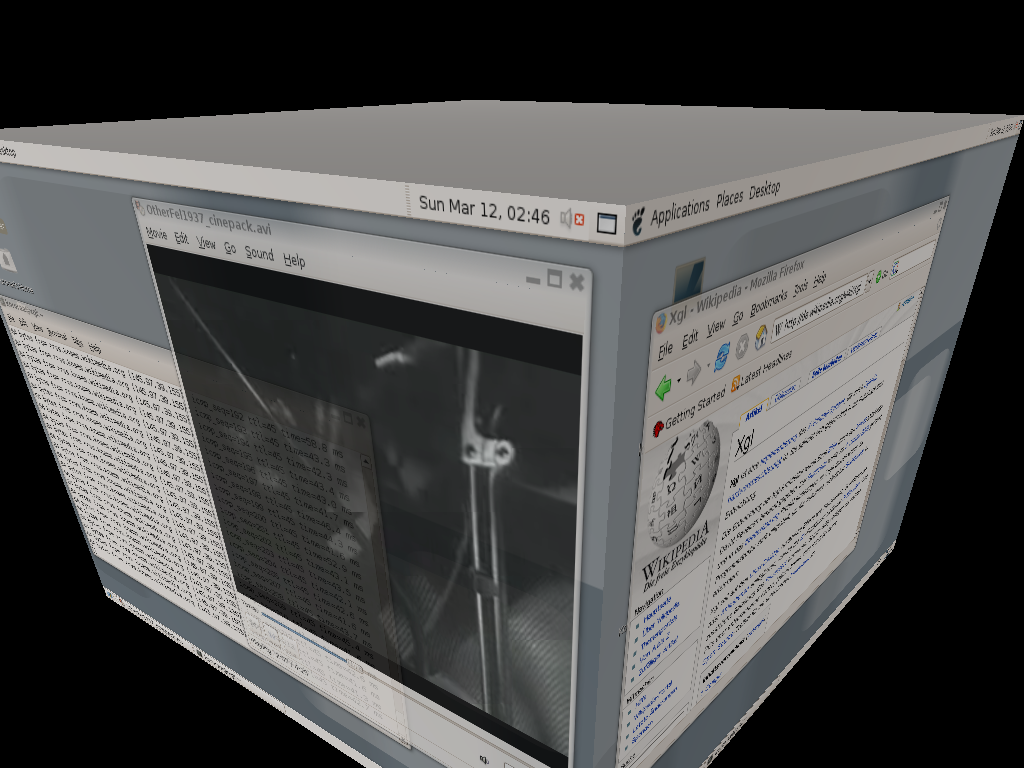
Vista de cubo en un servidor Xgl con aceleradora gráfica.

Xgl es un servidor de pantalla

Xgl es una arquitectura X server, iniciada por David Reveman, en realidad una capa que se encuentra sobre OpenGL vía glitz. Aprovecha las ventajas de las modernas tarjetas gráficas mediante sus controladores OpenGL, que soportan aceleración por hardware de todas las aplicaciones X, OpenGL y XVideo y los efectos gráficos, componiendo un gestor de ventanas, como Compiz.
Xgl está en desuso y fue reemplazado por AIGLX en X.Org Server el 12 de junio de 2008.

## Historia
Xgl fue originalmente desarrollada en una lista de correo pública pero, por mucho tiempo, hasta el 2 de enero de 2006 la mayoría del desarrollo de Xgl  fue realizado a puerta cerrada. Ese día el código de Xgl fue reabierto al público, e incluido en freedesktop.org, con importantes reestructuraciones para permitir un mayor rango de controladores gráficos soportados. El entorno del servidor X usado por Xgl incluye Xglx y Xegl. 
En febrero del 2006 el servidor ganó amplia publicidad después de una muestra pública donde el equipo de Novell realizó una presentación usando Xgl con algunos efectos visuales como ventanas con transparencias y un escritorio rotatorio 3d.
Los efectos han sido implementados por primera vez en un gestor de composición llamado glxcompmgr (no confundir con xcompmgr), ahora obsoleto, debido a que algunos efectos podrían no ser implementados adecuadamente sin una estricta interacción entre el gestor de ventanas y el gestor de composición. Como solución David Reveman desarrolló Compiz, el primer gestor verdadero de composición de ventanas de un sistema de X Window.
Actualmente se ha incorporado como gestor de composición de ventanas en distribuciones de GNU/Linux como Fedora, Mandriva Linux, openSUSE 10.3 y Ubuntu 7.10 y en muchas más distribuciones.

## Enlaces de interés
- Xgl for Linux (en inglés).
- Xgl y la revolución gráfica en Linux

- Datos: Q836043